# Spiru Haret
Spiru C. Haret (n. 15 februarie 1851, Iași – d. 17 decembrie 1912, București) a fost un matematician, astronom și pedagog român de origine armeană, renumit pentru organizarea învățământului modern românesc din funcția sa de ministru al educației, pe care a deținut-o de trei ori. A fost membru titular al Academiei Române.

## Biografie

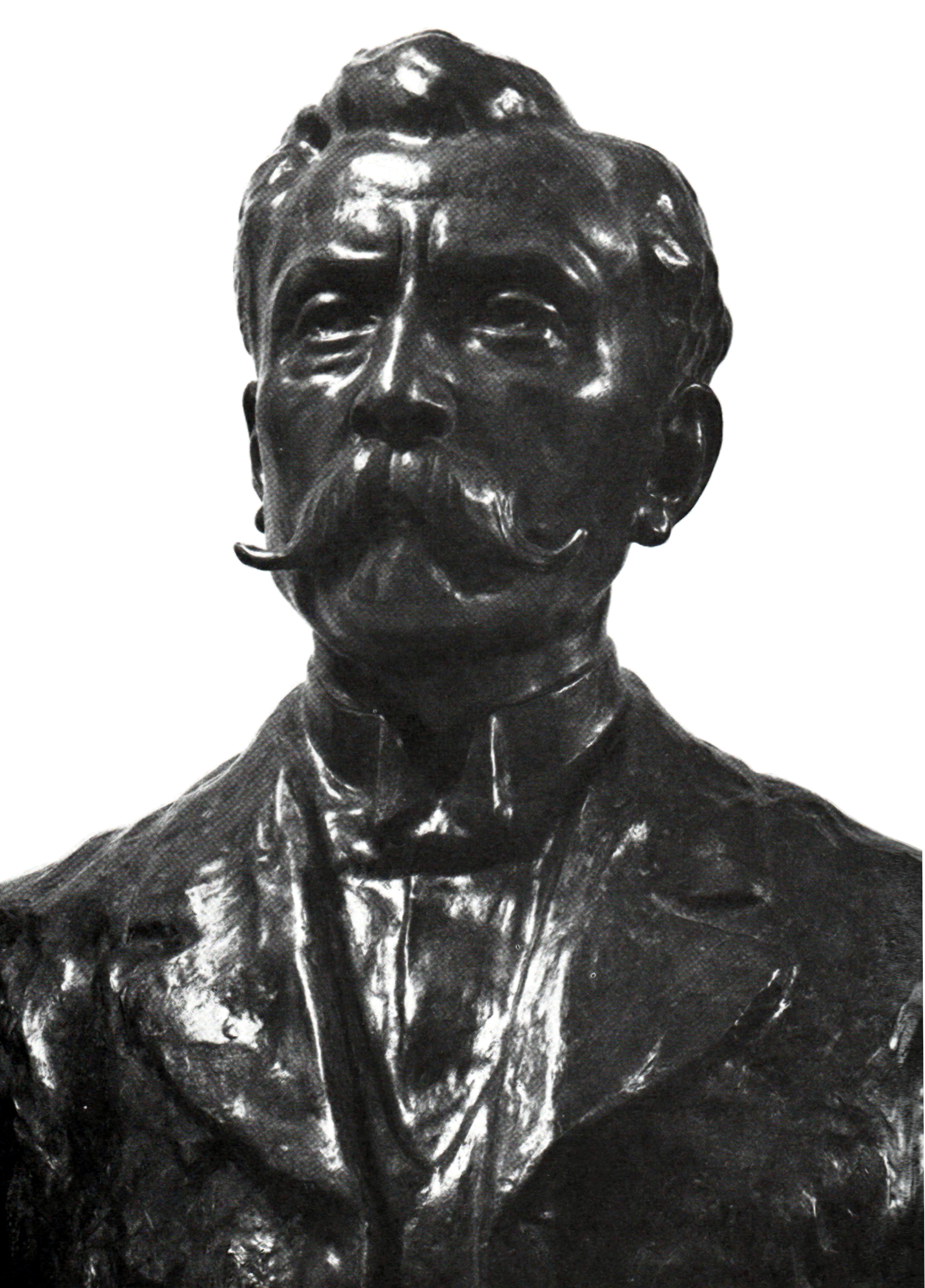
Spiru Haret - de Dimitrie Paciurea

A învățat la Dorohoi, Iași, apoi, în septembrie 1862 a intrat ca bursier la Colegiul Sfântul Sava din București, unde a petrecut cinci ani din șapte ca intern.
La Sorbona a studiat matematica și fizica. Tot la Paris, a obținut un doctorat în matematică, susținându-și teza Sur l'invariabilité des Grandes axes des orbites planétaires, în fața examinatorilor, printre care Victor Puiseux. Teza sa a fost publicată în vol. XVIII al Annales de l'Observatoire de Paris. Spiru Haret a fost primul român care a obținut un doctorat la Paris.
Ca profesor, Spiru Haret a predat la Universitatea din București, la Facultatea de Științe, Secția fizico-matematici, mecanica rațională, din 1878 până în 1910. La Școala de poduri și șosele Haret a fost numit profesor la anul preparator , predând trigonometria, geometria analitică, geometria elementară plană și în spațiu și geometria descriptivă, până în 1885. Din 1885 și până în 1910 Haret nu a mai predat la Școala de poduri și șosele decât geometria analitică.
Haret a predat, de asemenea, mecanica rațională la Școala de ofițeri de artilerie și geniu, din 1881 (data înființării secției de artilerie și geniu) până în 1890.
Profesează până în 1910, când se pensionează, ba chiar și după aceea, până la moarte, ținând prelegeri de popularizare la Universitatea populară. În 1910 publică Mecanica socială, la Paris și București, utilizând pentru prima oară, matematica în explicarea și înțelegerea fenomenelor sociale.
In calitate de ministru a condus reforma învățământului. Prin circularele sale repetate, a determinat sporirea localurilor de școală: între 1897 - 1910 s-au ridicat în toată țara 2.343 de școli, dintre care 1.980 cât timp Haret a fost ministru.
Din 1879 se face cunoscut drept „om al școlii”, urmând o viață de inspector și de om politic, lucrând în favoarea școlii și a educației. El a fost poate cel mai mare reformator al școlii românești din secolul al XIX-lea.
Este o personalitate marcantă din istoria AGIR,a introdus metodele matematice in studiul fenomenelor sociale (Mecanica sociala). 

## Casa lui Spiru Haret
Casa în care a locuit se află pe str. Gh. Manu nr. 7 (monument istoric, cod LMI B-II-m-B-19130). În anii 1940, aici a funcționat muzeul Spiru Haret. După război a fost naționalizată, trecând în administrarea Ministerului Culturii, apoi a Ministerului Educației. După 1989, a fost părăsită, apoi devastată de boschetari. În 2014, fațada a fost restaurată, iar restul clădirii a fost demolată, pe teren construindu-se un bloc cu 7 etaje.

## Imagini

Statuia lui Spiru Haret din București, executată în 1935 de sculptorul Ion Jalea din marmură de Carrara
Bustul lui Spiru Haret din curtea colegiului ce îi poartă numele din Suceava
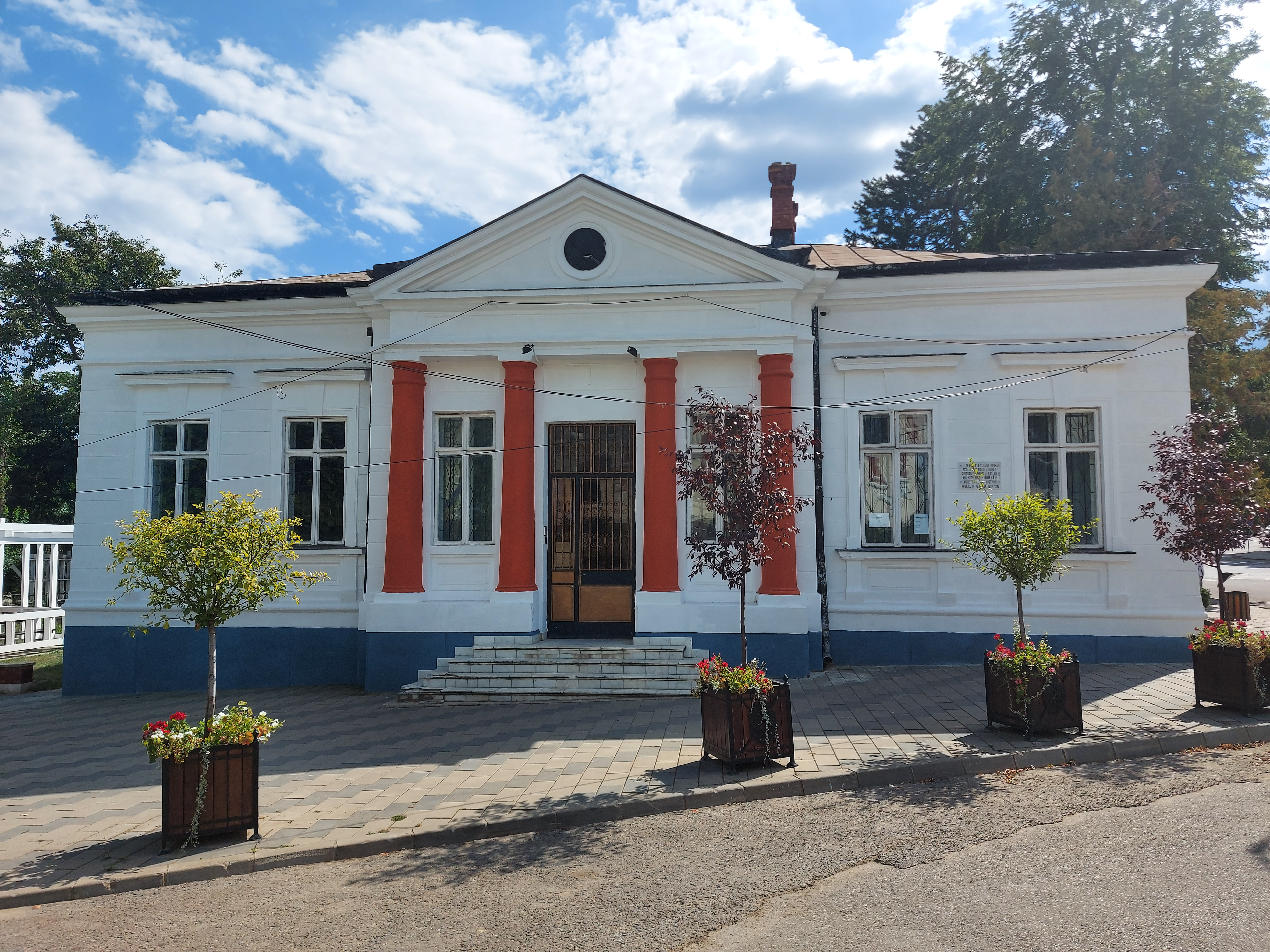
Școala din Dorohoi unde a învățat în clasele I-II (1859-1860)

## Cinstirea lui Spiru Haret

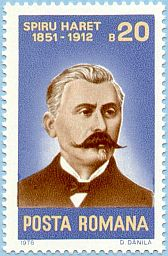
Marcă poștală emisă în 1976, cu valoarea nominală de 20 de bani, cu portretul lui Spiru Haret

### Astronomie
Un crater de impact de pe Lună a primit numele Haret.

### Filatelie
Serviciile poștale ale României au pus în circulație o marcă poștală, în 1976, pentru sărbătorirea a 125 de ani  de la nașterea lui Spiru Haret.

### Statui
Statuia lui Spiru Haret, din Piața Universității din București, executată în 1935 de sculptorul Ion Jalea din marmură de Carrara.

Un bust de bronz al lui Spiru Haret, realizat de sculptorul tulcean Vasile N. Chiriachide, a fost ridicat la Tulcea.

Un bust al lui Spiru Haret a fost ridicat în față Colegiului Național de Informatică „Spiru Haret” din Suceava.

### Nume de sat
Un sat din județul Brăila îi poartă numele: Spiru Haret